# Captain Bill's Warm Reception
Captain Bill's Warm Reception è un cortometraggio muto del 1914 diretto da Al E. Christie. Prodotto dalla Nestor e distribuito dall'Universal Film Manufacturing Company, aveva come interpreti Eddie Lyons, Lee Moran e Victoria Forde.

## Trama
Bill è un capitano di marina che aspira a una pausa dalla vita di mare e vuole prendersi una vacanza in terraferma. Decide così di andare a trovare il nipote che vive con la moglie in una bella casa. Una lettera avvisa i parenti dell'arrivo dello zio e loro si organizzano per fargli passare una bella vacanza che non gli farà rimpiangere la sua vita avventurosa. Bob e la moglie vanno in un negozio di articoli marini e comperano tutto quello che pensano possa essere necessario per trasformare la loro casa in una buona imitazione della vita marinara. Quando Bill arriva, trova maggiordomo e domestica in abiti marinareschi. Tutto è preparato per non fargli dimenticare neanche per un momento il mare: quando mangia, il maggiordomo gli muove il tavolo, per imitare il movimento delle onde, mentre la domestica canta una canzone marinara. Quando va a dormire, i due servitori schizzano il vetro della finestra con il tubo dell'acqua del giardino. Mentre dorme, viene svegliato dal vetro che si rompe e dall'acqua che comincia a schizzarlo, bagnandolo tutto. Lo zio viene salvato dall'annegamento dai nipoti. Alle sue rimostranze, Bill e la moglie gli spiegano che loro hanno pensato solo di metterlo in tutti i modi a suo proprio agio.

## Produzione
Il film fu prodotto da David Horsley per la sua casa di produzione, la Nestor Film Company.

## Distribuzione
Distribuito dall'Universal Film Manufacturing Company, il film - un cortometraggio di una bobina - uscì nelle sale cinematografiche statunitensi il 29 maggio 1914.